# Kaderl, die böse Person

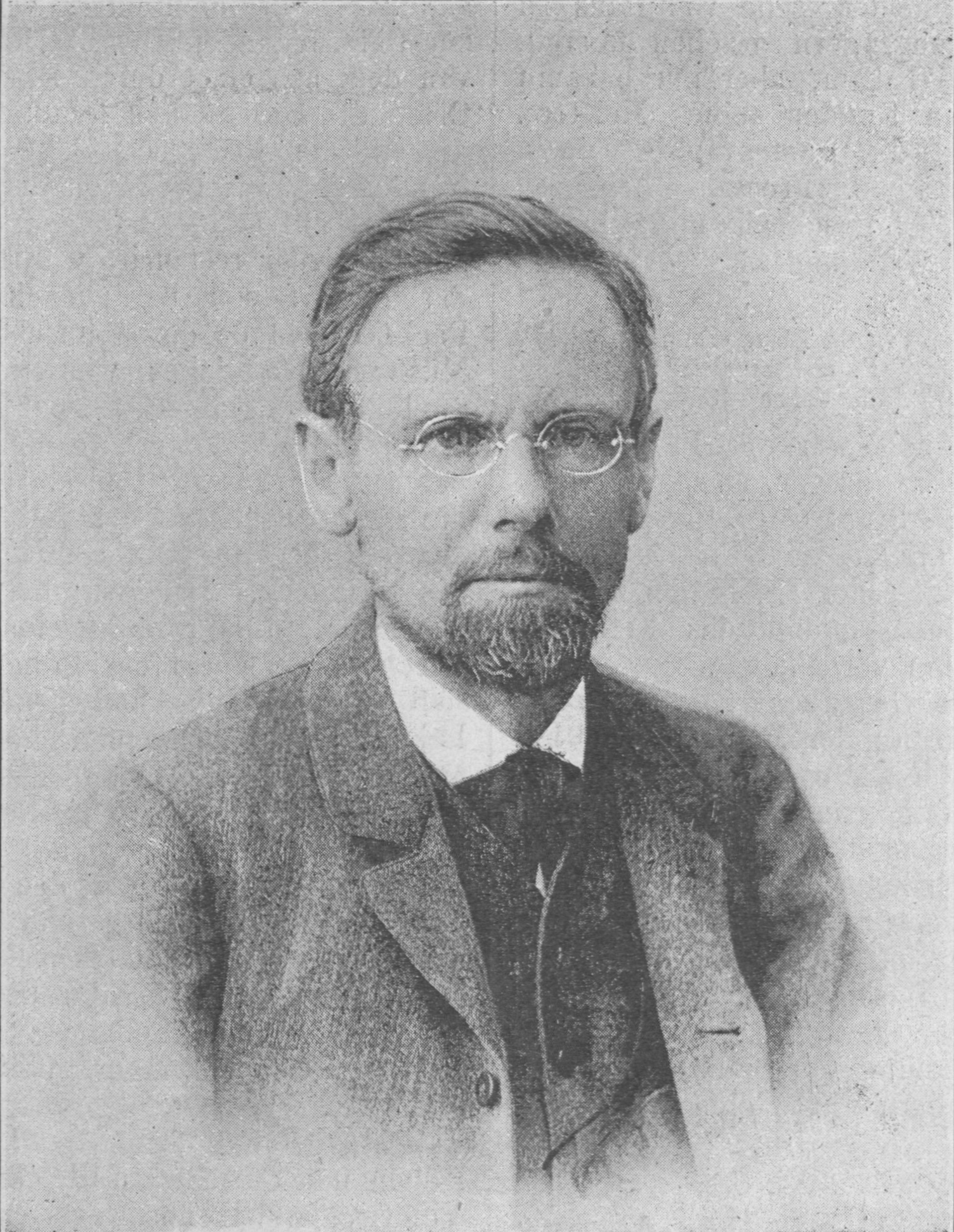
Peter Rosegger im Jahr 1893

Kaderl, die böse Person ist eine Erzählung des österreichischen Schriftstellers Peter Rosegger, die im April (Heft 7) 1893 der Grazer Monatsschrift Heimgarten erschien.

## Inhalt
Die Geschichte spielt in der Steiermark und nebenbei im Land Salzburg. Das Kaderl – eine rührige, hinkende, kleine, alte Magd – dient bereits 37 Jahre beim Bauern Michael Hubinger, genannt Lughütter. Nicht ohne Grund hat dieser seine Ehefrau, die Lughütterin, mit den zwei kleinen Töchtern auf die Wallfahrt nach St. Thomas geschickt. So kann er in der Lughütte ungestört mit einem Werber aus St. Johann im Pongau verhandeln. Der Lughütter ist verschuldet, hat jedoch 230 Gulden beiseitegebracht. Diese sind für seine Überfahrt in die USA gedacht.
Der Lughütter war der festen Meinung, seine Verhandlung mit dem Pongauer Agenten seien geheim geblieben, doch das Kaderl, hatte gelauscht. Die Magd hatte den Bauern auch heimlich beobachtet, als er seine 230 Gulden Reisegeld in der Lughütte versteckte. Jedenfalls bringt der Lughütter vor seiner Abreise nach St. Johann Frau und Kinder im nahegelegenen Forstbetrieb Schöderwaldschlag unter.
Als der Lughütter sich auf oben genannte Art für sein Amerika-Abenteuer freigemacht hat und abreisen will, ist das Geld verschwunden. Trotzdem reist der Bauer zum vereinbarten Treff nach St. Johann. Der Agent nimmt einen Passagier ohne Bargeld aber nicht mit. Der Knappensepp, ein alter Schulkamerad aus Rauris, verspricht regelmäßige schriftliche Berichte von drüben.
Zuhause nehmen die Gläubiger dem Lughütter alles. Der Bauer muss sich beim Förster im Schöderwaldschlag als Holzknecht verdingen. In siebenjähriger Arbeit voller Unrast rodet der Bauer zusammen mit den Seinen die Wildnis im Umkreis eines kleinen heruntergekommenen Gutes im Schüttwald, das der Lughütter endlich vom Förster kaufen kann. Möglich ist dies, nachdem das Kaderl plötzlich ein Sparbuch auf den Namen Michael Hubinger vorlegt. Darin stehen die 230 Gulden, inzwischen gewachsen mit Zins und Zinseszins. Sie behauptet, das Büchlein mit den Kontostand von über 300 Gulden auf die Straße gefunden zu haben. Die treue Finderin wird beim Lughauser, wie sich der Lughütter nun nennt, Großmagd.

## Gesellschaftskritik
Rosegger plädiert für das Zuhausebleiben in Österreich, wenn er die Freiheit made in USA kritisiert, wie sie österreichische Auswanderer bei ihrer Knochenarbeit an den versumpften Ufern des Mississippi erlebt hätten: „… in Amerika kümmere sich kein Staat und keine Katz’ um den einzelnen. Jeder könne zugrunde gehen, wie er wolle, das sei eben die Freiheit.“

## Ausgaben
- ’s böse Kaderl. Eine Geschichte aus den Alpen. Von P. K. Rosegger In: Heimgarten. Band 17. Leykam, Graz 1893, S. 481–488 (archive.org).

- Kaderl, die böse Person. In: Peter Rosegger: Das Buch der Novellen. Dritter Band, L. Staackmann. Leipzig 1916, S. 224–238 (verwendete Ausgabe).

- Peter Rosegger: Kaderl, die böse Person. In: Gerhard Schneider (Hrsg.): Erzählungen aus Österreich. Franz Grillparzer, Adalbert Stifter, Karl Emil Franzos, Marie von Ebner-Eschenbach und andere (aus: Klassikerbibliothek für die deutsche Jugend). Verlag Neues Leben, Berlin 1963

- Die Geschichte vom bösen Kaderl. In: Peter Rosegger: Waldheimat. Neue Geschichten. Rosenheimer Verlagshaus, Rosenheim 2017. ISBN 978-3-475-54675-4.

## Anmerkung
1. ↑  Vielleicht meint Rosegger St. Thomas am Blasenstein.